# محوى الخليف (الحديدة)

تعديل مصدري - تعديل

محوى الخليف هي إحدى قرى الجمهورية اليمنية. تتبع جغرافيا لمحافظة الحديدة وإداريًا لمديرية التحيتا التابعة لمحافظة الحديدة اليمنية، بلغ تعداد سكانها 3540 نسمة حسب الإحصاء الذي أجري عام 2004.